# Miscel
Miscel (en grec antic: Μύσκελλος, llatí: Myscellus) o Míscel (en grec antic: Μύσκελος, llatí: Myscelus) fou el fundador llegendari de la ciutat de Crotona. Era natural d'Acaia, al Peloponnès, malgrat que Ovidi el fa originari d'Argos. Segons Dionisi d'Halicarnàs, que beu de l'historiador Timeu, la fundació es va esdevenir l'any 711 aC.
Una primera versió de la fundació de Crotona per part de Miscel la recullen Diodor de Sicília, Estrabó (que cita Antíoc de Siracusa) i Zenobi (que cita Hipis de Règion). Segons aquesta versió, Miscel va ser un ciutadà de Ripes (Acaia) que anà a consultar l'oracle de Delfos, qui li encomanà de fundar una ciutat a la Magna Grècia. Miscel anà a inspeccionar la regió indicada, però veié que ja hi havia Síbaris, i tornà a consultar l'oracle, que li insistí que calia fundar una ciutat a l'indret assenyalat; Miscel tornà i fundà Crotona. La narració afegeix que Miscel era geperut. Estrabó afegeix que, segons Èfor, anteriorment la regió era poblada per iàpigs.
La versió d'Antíoc de Siracusa (citada per Estrabó) afegeix que, en el segon i definitiu viatge a Itàlia per fundar Crotona, Miscel anà acompanyat per Àrquies de Corint, qui es disposava a fundar Siracusa (l'any 734 aC, segons la tradició). Aquesta versió enllaça amb la de la Suda, per la qual Miscel i Àrquies anaren plegats a consultar l'oracle, qui els donà a triar entre fundar una ciutat rica o salutífera: Àrquies preferí la riquesa, i fundà Siracusa, mentre que Miscel s'estimà més la salut, i fundà Crotona.
Ovidi, per la seva banda, en Les Metamorfosis narra una altra versió del mite, segons la qual Miscel no seria aqueu, ans argiu, i fill d'Alèmon, de la família dels heraclides. Una nit, se li aparegué en somnis Hèrcules divinitzat i li ordenà que fundàs una ciutat sobre la tomba de Crotó, heroi que havia acollit Hèrcules quan tornava de la terra de Geríon, en agraïment per la seva hospitalitat. Miscel no gosà complir l'ordre, perquè llavors l'expatriació es castigava amb pena de mort, però Hèrcules hi insistí i l'amenaçà amb càstigs terribles; Miscel, finalment, es preparà per abandonar la ciutat, però el seu propòsit fou descobert i hagué de comparèixer a judici. Tots els jurats, considerant-lo culpable, varen emetre el veredicte amb còdols negres, però en obrir l'urna per comptar-les només s'hi varen trobar còdols blancs, que representaven l'absolució. Miscel, doncs, romangué en llibertat i pogué arribar al sud d'Itàlia, on fundà la ciutat de Crotona, anomenada així en referència a Crotó.
Segons altres versions, el fundador de Crotona fou Crotó, company d'Hèrcules.

### Primàries
- Diodor de Sicília, Biblioteca històrica, VIII 17 (Excerpta Constantiniana IV)
- Dionisi d'Halicarnàs, Antiguitats romanes, II 59.3
- Estrabó, Geografia, VI 1.12; VIII 7.5
- Ovidi, Les Metamorfosis, XV 1-60
- Suda, s.v. «Àrquies», «Miscel»
- Zenobi, Compendi de proverbis, III 42

### Secundàries
1. 1 2 3 4 5   «Myskellos». A: Realencyclopädie der classischen Altertumswissenschaft.
2. 1 2 3 4  Grimal, Pierre. Diccionari de mitologia grega i romana.  Barcelona: Edicions de 1984, 2008, p. 370. ISBN 9788496061972.
3. 1 2 3  Smith, William. «Myscellus». A: A Dictionary of Greek and Roman Biography and Mythology. Vol. II.  Boston: Little, Brown & Comp., 1867, p. 1133.